# Slamnjak
Slamnjak je naselje u slovenskoj Općini Ljutomeru. Slamnjak se nalazi u pokrajini Štajerskoj i statističkoj regiji Pomurju. 

## Stanovništvo
Prema popisu stanovništva iz 2002. godine naselje je imalo 173 stanovnika.